# Cormoz
Cormoz es una comuna francesa situada en el departamento de Ain, de la región de Auvernia-Ródano-Alpes. Pertenece a la comunidad de aglomeración del Bassin de Bourg-en-Bresse.

## Geografía
Se encuentra en el norte del departamento de Ain, cerca del límite de este con Jura y Saona y Loira, y por ello en la confluencia de las regiones de Auvernia-Ródano-Alpes y Borgoña-Franco Condado. Situada en el cruce las carreteras D996 y D56, esta última la conecta (a 3 km) con el enlace 10 de la autopista A39.

## Demografía
| 708 | 640 | 572 | 550 | 502 | 512 | 509 | 668 | 677 |
| Para los censos de 1962 a 1999 la población legal corresponde a la población sin duplicidades (Fuente: INSEE [Consultar]) |     |     |     |     |     |     |     |     |

## Lugares y monumentos
- La capilla de Bellor, lugar de peregrinación desde el siglo XVIII.